# Wechseldatenträger

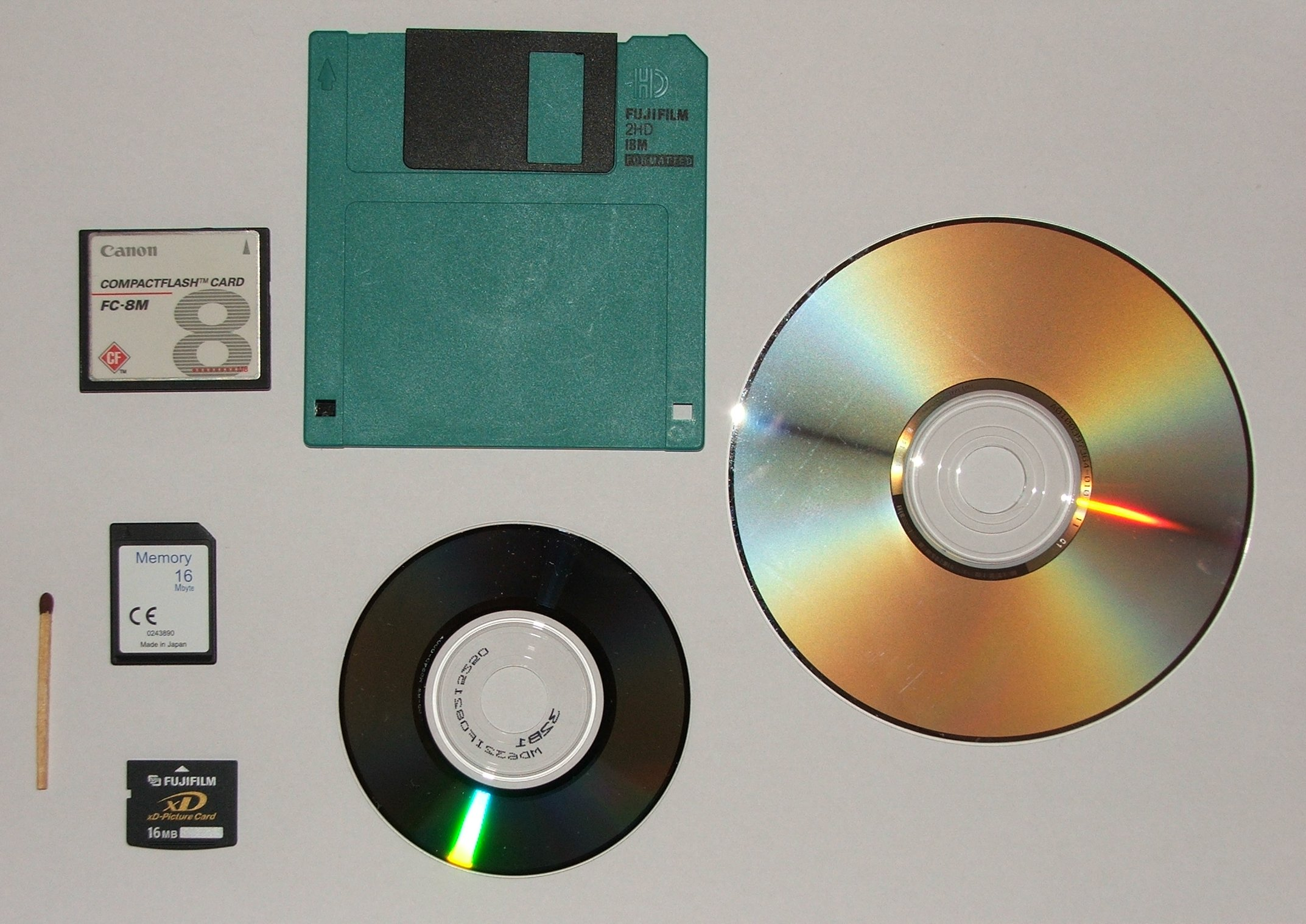
Verschiedene Wechseldatenträger, darunter auch eine 3,5-Zoll-Diskette und eine CD.

Wechseldatenträger (auch Wechselmedium oder Wechselspeicher) sind in der elektronischen Datenverarbeitung nicht fest eingebaute, austauschbare, leicht transportierbare Datenträger mit digitalen Daten für Computer.

## Allgemeines
Der Begriff Wechseldatenträger soll diese Speichermedien von anderen Datenträgern unterscheiden. Datenträger ist ein umfassender Begriff, von dem auch Speichermedien erfasst werden, die analoge Daten enthalten (wie Schallplatten oder Tonbänder). Wechseldatenträger dienen unabhängig vom Computer der Speicherung, dem Transport und der Sicherung von Daten. Ferner ist der Wechseldatenträger vom Datenspeicher zu unterscheiden, der im Computer fest eingebaut ist. Zur Unterscheidung von diesem internen Datenspeicher wird der Wechseldatenträger auch externer Datenspeicher genannt.

## Funktion
Datenträger sind „alle Medien, auf denen Daten zum Zwecke der Verarbeitung in einer durch maschinelle Hilfsmittel lesbaren und ausdeutbaren Form niedergelegt werden können“ (DIN 44300; jetzt: ISO/IEC 2382). Datenträger dienen zur Speicherung, Bereitstellung und zum Abruf (auf Wiedergabegeräten) von digitalen Daten und sind Gegenstand des Datenträgeraustauschs und der Datenträgerversicherung. Werden die digitalen Daten außerhalb eines Computers auf einem Wechseldatenträger gespeichert, lassen sie sich leicht archivieren. Damit sie ein Computer lesen kann, müssen sie ihm über ein Laufwerk zugeführt werden.
Durch Wechseldatenträger wird die Speicherkapazität eines Computers geschont, weil die Datenmenge nicht auf der Festplatte gespeichert wird. Eine weitere Funktion besteht beim Wechseldatenträger in der Datensicherung. Tritt auf dem Computer ein Datenverlust auf, sind die Daten des Wechseldatenträgers hiervon nicht betroffen. Wechseldatenträger erhöhen insofern die Datensicherheit.

## Arten
Es gibt folgende Arten von Wechseldatenträgern:
| Bezeichnung             | Speicherung     |
| ----------------------- | --------------- |
| Blu-ray Disc            | optisch         |
| CD                      | optisch         |
| Diskette                | magnetisch      |
| DVD                     | optisch         |
| HD DVD                  | optisch         |
| Magnetband              | magnetisch      |
| MO/MOD                  | magneto-optisch |
| Solid-State-Drive (SSD) | elektrostatisch |
| Speicherkarte           | elektrostatisch |
| USB-Stick               | elektrostatisch |
| Wechselfestplatte       | magnetisch      |

## Hot Swapping
Explizit für ein An- und Abschließen gedachte Datenspeicher werden meist als „hot plugging“-fähig bezeichnet, allerdings muss dazu u. a. auch die Schnittstelle selbst diese Funktionalität unterstützen. Während dies bei manchen Schnittstellen im Grunddesign enthalten ist, beispielsweise bei USB, ist es bei anderen Schnittstellen ein optionales, teilweise teurerer Hardware vorbehaltenes Zusatz-Feature, etwa bei SATA. Oft kann in den Firmware-Einstellungen (beispielsweise dem BIOS oder UEFI) für jeden SATA-Anschluss festgelegt werden, ob dieser im laufenden Betrieb trennbar sein soll oder nicht.
Wie bei anderen Wechseldatenträgern in den meisten Fällen auch muss der Datenspeicher beim Hot-Unplugging zuvor im System (dem Betriebssystem) freigegeben werden, genannt englisch unmount für aushängen oder deaktivieren.
Bei nicht dafür vorgesehener Hardware kann das Trennen im laufenden Betrieb, beispielsweise eine mit IDE verbundene Festplatte, zu einem schweren Systemfehler führen. Zudem sind oft die Anschlüsse nicht für ein Hot-Plugging ausgelegt, beispielsweise Molex-Steckverbinder, und können beim Ab- oder Anstecken zu Überspannung führen, die im schlimmsten Fall z. B. die im laufenden Betrieb („hot“) ab- oder angesteckte Festplatte beschädigt.